# 15004 Vallerani
15004 Vallerani è un asteroide della fascia principale. Scoperto nel 1997, presenta un'orbita caratterizzata da un semiasse maggiore pari a 2,9764954 UA e da un'eccentricità di 0,1105448, inclinata di 11,48020° rispetto all'eclittica.